# Jørgen-Frantz Jacobsen
Jørgen-Frantz Jacobsen (Tórshavn, 1900. november 29. – Vejlefjord, 1938. március 24.) egyik legismertebb feröeri író.
Jacobsen dán nyelven írt, és csak később fordították le anyanyelvére, feröerire. Legismertebb műve a Barbara című regény, amelyet 1939-ben adtak ki, és Beinta Kristina Broberg lelkészné régi feröeri történetén alapszik. Magyarul Nehéz a hűtlennek címen adták ki.

## Élete

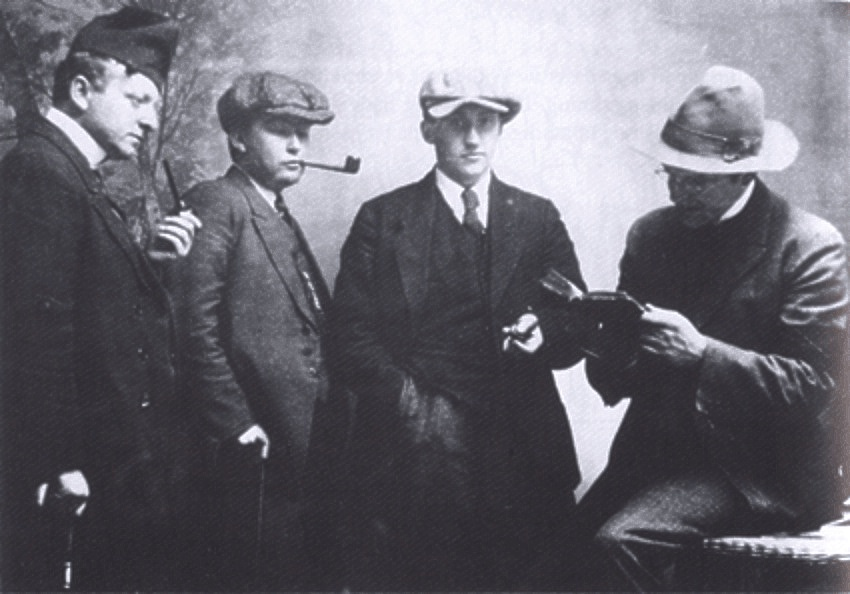
A feröeri irodalom négy nagy alakja: Janus Djurhuus, Jørgen-Frantz Jacobsen, William Heinesen és Hans Andrias Djurhuus

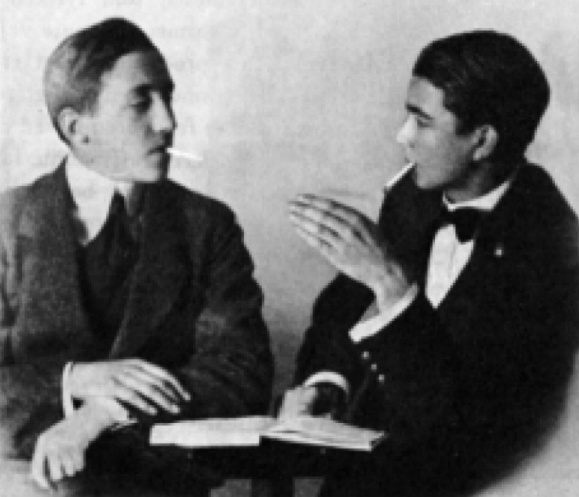
Heinesen és Jacobsen 1918-ban, 18 éves korukban

Jørgen Frantz Jacobsen a Koppenhágai Egyetemen történelem-francia szakon végzett. Különösen sokat foglalkozott Skandinávia történelmével. Újságíróként számos tárcát és cikket írt, valamint két könyvet Feröer, illetve Dánia és a többi skandináv állam politikai kapcsolatairól.
21 éves korában gümőkórt kapott, és rövid életéből hosszú időszakokat töltött tüdőszanatóriumokban. Szépirodalmi ambíciókat táplált, és 1934-ben kezdte el élete fő művét, a Barbara című történelmi regényt. A könyv, amelyet dán nyelven írt, és amelyet csak halála után adtak ki, kezdettől fogva sikernek bizonyult, és számos nyelvre lefordították. Jacobsen lelkes levélíró volt, és szoros levelezésben állt vele egyidős barátjával és rokonával, a költő William Heinesennel (1900-1991). Heinesen 1958-ban megjelentetett egy válogatást levelezésükből Det dyrebare liv („Az értékes élet”) címen.
Leveleiben megemlítette valószínűleg reménytelen szerelmét egy nő iránt, akit Barbarának nevezett (valójában unokatestvére, Estrid Bannister Good állt a név mögött), és feltárta egy regény megírásának tervét, amely a fiatal és szépségével mindenkit elvarázsoló lelkészné, Beinta Kristina Broberg 1700 körüli évekből származó történetére épül. A Løgting titkárának, Peder Sørensen Brobergnek a lánya volt felelős a hagyomány szerint első két férje haláláért, és a harmadikat is boldogtalanságba sodorta. A történelmi alapok azonban csak keretként szolgáltak; a Jacobsen által megalkotott Barbara csak nagyon kevés hasonlóságot mutat a mondák gonosz csábítójával.
A regényt 1961-ben az Universum Film megfilmesítette, de a forgatókönyvet meglehetősen szabadon kezelve; például Barbara a filmben egy orvos felesége volt, nem egy lelkészé. A második megfilmesítés Nils Malmros 1997-ben forgatott Barbara című filmje.

## Művei
- 1927 - Danmark og Færøerne (esszé)
- 1936 - Færøerne, natur og folk (esszé)
- 1939 - Barbara (regény)
  - 1972 - feröeri fordítás (Barba og harra Pál, Christian Matras fordításában)
- 1941 - Den yderste kyst (esszé)
- 1943 - Nordiske kronikker (esszé)
- 1958 - Det dyrebare liv (levelek)

## Magyarul
- Nehéz a hűtlennek (Barbara); ford. Könyves Károly; Attika, Bp., 1944

## Fordítás
- Ez a szócikk részben vagy egészben a Jørgen-Frantz Jacobsen című német Wikipédia-szócikk ezen változatának fordításán alapul.  Az eredeti cikk szerkesztőit annak laptörténete sorolja fel. Ez a jelzés csupán a megfogalmazás eredetét és a szerzői jogokat jelzi, nem szolgál a cikkben szereplő információk forrásmegjelöléseként.